# إيفان كاسترو
إيفان كاسترو (بالإنجليزية: Iván Castro) هو عسكري أمريكي، ولد في 1967 في هوبوكين في الولايات المتحدة.